# 錦安
錦安（英語：JinAn)，新加坡華語流行音樂女歌手，新加坡出生，從小學習鋼琴、古典鋼琴、古典吉他、自修民謠吉他、在英國念大學，回到新加坡後從事音樂教學相關工作。

## 發表音樂作品
| # | 專輯資訊                 | 發行日期       | 發行公司 | 製作公司 | 曲目 |
| - | ------------------------ | -------------- | -------- | -------- | --- |
| 1 | 《光》CD                 | 2016年7月26日  | 自己     | 自己     | 曲目 1. 安靜的忍者 2. HEY 3. LIGHT 4. SHINE 5. 沖昏了頭 6. 翼 7. DIM                                       |
| 2 | 《我和這個世界的距離》CD | 2018年12月28日 | 好有感覺 | 主磐娛樂 | 曲目 1. 我和這個世界的距離 2. MISS BALL 3. 愛因斯坦 4. 我和你 5. 你說想要去旅行 6. FALLING 7. 城市裡的草原 |

## 獎項
2012年南洋理工大學第十八屆《飛樂時空》冠軍

## 校園演唱
- 2019年6月 
  - 《文化大學-畢業成果展》 - 表演嘉賓  (松山文創)
  - 《銘傳大學廣播季》 表演嘉賓
  - 《崇光女中》 校園快閃系列演出
  - 《泰北高中》 校園快閃系列演出
  - 《靜修女中》 校園快閃系列演出
  - 《樹人家商畢業典禮》-  表演嘉賓
  - 《金陵女中》 校園快閃系列演出
  - 《光隆女中》 校園快閃系列演出
  - 《中壢家商》 校園快閃系列演出
  - 《松山家商》 校園快閃系列演出
  - 《能仁家商》 校園快閃系列演出
  - 《景文高中》 校園快閃系列演出
- 2019年9月 
  - 《清傳高商》 校園快閃系列演出
  - 《豫章工商》校園快閃系列演出
  - 《恆毅高中》校園快閃系列演出
  - 《安康高中》 校園快閃系列演出
  - 《開明高中》 校園快閃系列演出
  - 《竹圍高中》 校園快閃系列演出
  - 《清水高中》 校園快閃系列演出
  - 《秀峰高中》 校園快閃系列演出
- 2019年10月 
  - 《光復高中》 校園快閃系列演出
  - 《石碇高中》 校園快閃系列演出
  - 《格致高中》 校園快閃系列演出
  - 《智光商工》 校園快閃系列演出
  - 《雙溪高中》 校園快閃系列演出
  - 《醒吾高中》 校園快閃系列演出
  - 《滬江高中》 校園快閃系列演出
- 2019年11月 
  - 《淡江高中》 校園快閃系列演出
  - 《榖保家商》 校園快閃系列演出
  - 《明德高中》 校園快閃系列演出
  - 《泰山高中》 校園快閃系列演出
  - 《大直高中》 校園快閃系列演出
  - 《幼華高中》 校園快閃系列演出
  - 《清傳商專》 校園快閃系列演出
  - 《大同高中》 校園快閃系列演出
  - 《三重商工》 校園快閃系列演出
- 2019年12月
  - 《衛理女中》 校園快閃系列演出
  - 《松山家商》 校園快閃系列演出
  - 《開南商工》 校園快閃系列演出
  - 《大安高工》 校園快閃系列演出
  - 《市立新北高中》 校園快閃系列演出
  - 《開平餐飲》 校園快閃系列演出

## 巡迴演唱會
- 2018年7月 樂悠悠之口Live Hous演唱
- 2018年12月 後台Backstage Café 演唱會
- 2019年2月『彈吉他的愛因斯坦』 Live巡迴前導演唱會 (閱樂書店)
- 2019年3月『彈吉他的愛因斯坦』 Live巡迴演唱-台北 (月見)
- 2019年3月『彈吉他的愛因斯坦』 Live巡迴演唱-台中 (forro cafe)
- 2019年3月『彈吉他的愛因斯坦』 Live巡迴演唱-新竹 (江山藝改所)
- 2019年3月『彈吉他的愛因斯坦』 Live巡迴演唱-台南 (Seety新城視展演空間)
- 2019年3月『彈吉他的愛因斯坦』 Live巡迴演唱-高雄 (百樂門酒館)
- 2019年4月『彈吉他的愛因斯坦』 Live巡迴-台東 (鐵花村)
- 2019年5月『彈吉他的愛因斯坦』 Live巡迴-台北 (女巫店)
- 2019年7月『零距離MINI Show』  - 新加坡–

## 參與演出經歷
- 2014年
  - 《春天吶喊音樂祭》- 表演嘉賓
- 2015年
  - 《華藝節》新加坡濱海灣藝術中心 - 表演嘉賓
- 2015年
  - 《地球春浪大賞新加坡音樂會2014 &2015 新創》  - 表演嘉賓
- 2016年
  - 《新加坡旅游局，IE Singapore》IMCLive 主辦 - 表演嘉賓
  - 《從心發現新加坡》美食旅遊節（成都IFS）- 表演嘉賓
  - A!ive Singapore活出自己音樂會（新加坡室內體育館） - 表演嘉賓
  - 早報《找回那感覺》唱遊日（Marina Barrage） -  表演嘉賓
  - 《新創》Yes 933，推廣華语理事会 -  表演嘉賓
  - 《Hood Bar and Café Saturday Originals》  -  表演嘉賓
  - 《Starker Music VOLT series May 2016，聽見 光 Sept 2016》   -  表演嘉賓
  - 《華藝節》新加坡濱海灣藝術中心 -  表演嘉賓
  - 《ROAR MUSIC 新加坡X 香港 音樂交流會》（Hood Bar） - 表演嘉賓
  - 《新文學青年活動開幕》 -  表演嘉賓
  - 《OBAR Punggol》 - 表演嘉賓
  - 《SPH X RINGS LIVE 新春直播大團圓》  - 表演嘉賓
- 2018年
  - 《東森壞朋友音樂節》 - 表演嘉賓
- 2019年 
  - 《中興工程25周年員工頒獎典禮》-  表演嘉賓
  - 《2019澎湖國際海上花火節》 – 虹橋代言人
  - 《澎湖國際海上花火節記者會》 – 出席嘉賓
  - 《澎湖國際海上花火節晚會》 - 表演嘉賓
  - 《覺醒音樂祭》 -  表演嘉賓
  - 《週五音樂站》新加坡 -表演嘉賓
  - 《大手牽小手園遊會》 (圓山花博) 表演嘉賓
  - 《2019澎湖海灣燈光節》 - 表演嘉賓

## 外部其他連結
- FB錦安粉絲團 （页面存档备份，存于）
- IG錦安 （页面存档备份，存于）
- KKBOX錦安介紹 （页面存档备份，存于）
- 錦安MV

1. 1 2  https://majesticgrace.co
2. 1 2  .   [2020-02-11]. （原始内容存档于2019-04-08）.
3. ↑  https://www.kkbox.com/tw/tc/artist/xmBpvl.rXUqAW90F0Mxab08K-index-1.html